# Gesonia leucopos
Gesonia leucopos är en fjärilsart som beskrevs av George Francis Hampson 1891. Gesonia leucopos ingår i släktet Gesonia och familjen nattflyn. Inga underarter finns listade i Catalogue of Life.